# Leichtathletik-Weltmeisterschaften 2017/Teilnehmer (Slowakei)
| Gelbes Symbol für Goldmedaillen mit stilisierten Olympischen Ringen | Graues Symbol für Silbermedaillen mit stilisierten Olympischen Ringen | Braundes Symbol für Bronzemedaillen mit stilisierten Olympischen Ringen |
| ------------------------------------------------------------------- | --------------------------------------------------------------------- | ----------------------------------------------------------------------- |
| —                                                                   | —                                                                     | —                                                                       |

Von der Slowakei wurden zwei Athletinnen und drei Athleten für die Leichtathletik-Weltmeisterschaften 2017 in London nominiert.

## Ergebnisse

### Frauen

#### Laufdisziplinen
| Athletin      | Disziplin   | Vorlauf | Vorlauf | Halbfinale | Halbfinale | Finale    | Finale |
| Athletin      | Disziplin   | Zeit    | Platz   | Zeit       | Platz      | Zeit      | Platz  |
| ------------- | ----------- | ------- | ------- | ---------- | ---------- | --------- | ------ |
| Mária Czaková | 20 km Gehen |         |         |            |            | 1:35:11 h | 36     |

#### Sprung/Wurf
| Athletin        | Disziplin  | Qualifikation | Qualifikation | Finale             | Finale             |
| Athletin        | Disziplin  | Weite         | Platz         | Weite              | Platz              |
| --------------- | ---------- | ------------- | ------------- | ------------------ | ------------------ |
| Nikola Lomnická | Hammerwurf | 64,60 m       | 28            | nicht qualifiziert | nicht qualifiziert |

### Männer

#### Laufdisziplinen
| Athlet       | Disziplin   | Qualifikation | Qualifikation | Vorlauf | Vorlauf | Halbfinale         | Halbfinale         | Finale             | Finale             |
| Athlet       | Disziplin   | Zeit          | Platz         | Zeit    | Platz   | Zeit               | Platz              | Zeit               | Platz              |
| ------------ | ----------- | ------------- | ------------- | ------- | ------- | ------------------ | ------------------ | ------------------ | ------------------ |
| Ján Volko    | 100 m       | 10,15 s NR    | 1             | 10,25 s | 28      | nicht qualifiziert | nicht qualifiziert | nicht qualifiziert | nicht qualifiziert |
| Ján Volko    | 200 m       |               |               | 20,52 s | 20      | 20,61 s            | 15                 | nicht qualifiziert | nicht qualifiziert |
| Dušan Majdán | 50 km Gehen |               |               |         |         |                    |                    | DNF                | ––                 |

#### Sprung/Wurf
| Athlet          | Disziplin  | Qualifikation | Qualifikation | Finale             | Finale             |
| Athlet          | Disziplin  | Weite         | Platz         | Weite              | Platz              |
| --------------- | ---------- | ------------- | ------------- | ------------------ | ------------------ |
| Marcel Lomnický | Hammerwurf | 74,26 m       | 13            | nicht qualifiziert | nicht qualifiziert |